# 2938 Hopi
2938 Hopi este un asteroid din centura principală, descoperit pe 14 iunie 1980, de Edward Bowell.